# V. Alfonz portugál király
V. (Afrikai) Alfonz (portugálul: Dom Afonso V de Portugal, o Africano), (Sintra, 1432. január 15. – Sintra, 1481. augusztus 28.) az Avis-ház harmadik, Portugália tizenkettedik királya. I. (Ékesszóló) Eduárd (1391 - 1438) királynak és feleségének, Aragóniai Eleonóra (1402 - 1449) királynénak a fia. V. Alfonz édesanyja a Trastámara-házból származott,  a szülei I. (Antequerai) Ferdinánd (1380 - 1416) aragóniai király és felesége, Leonor (Eleonóra) Urraca de Alburquerque (1374 - 1435) voltak.

## Fiatalkora

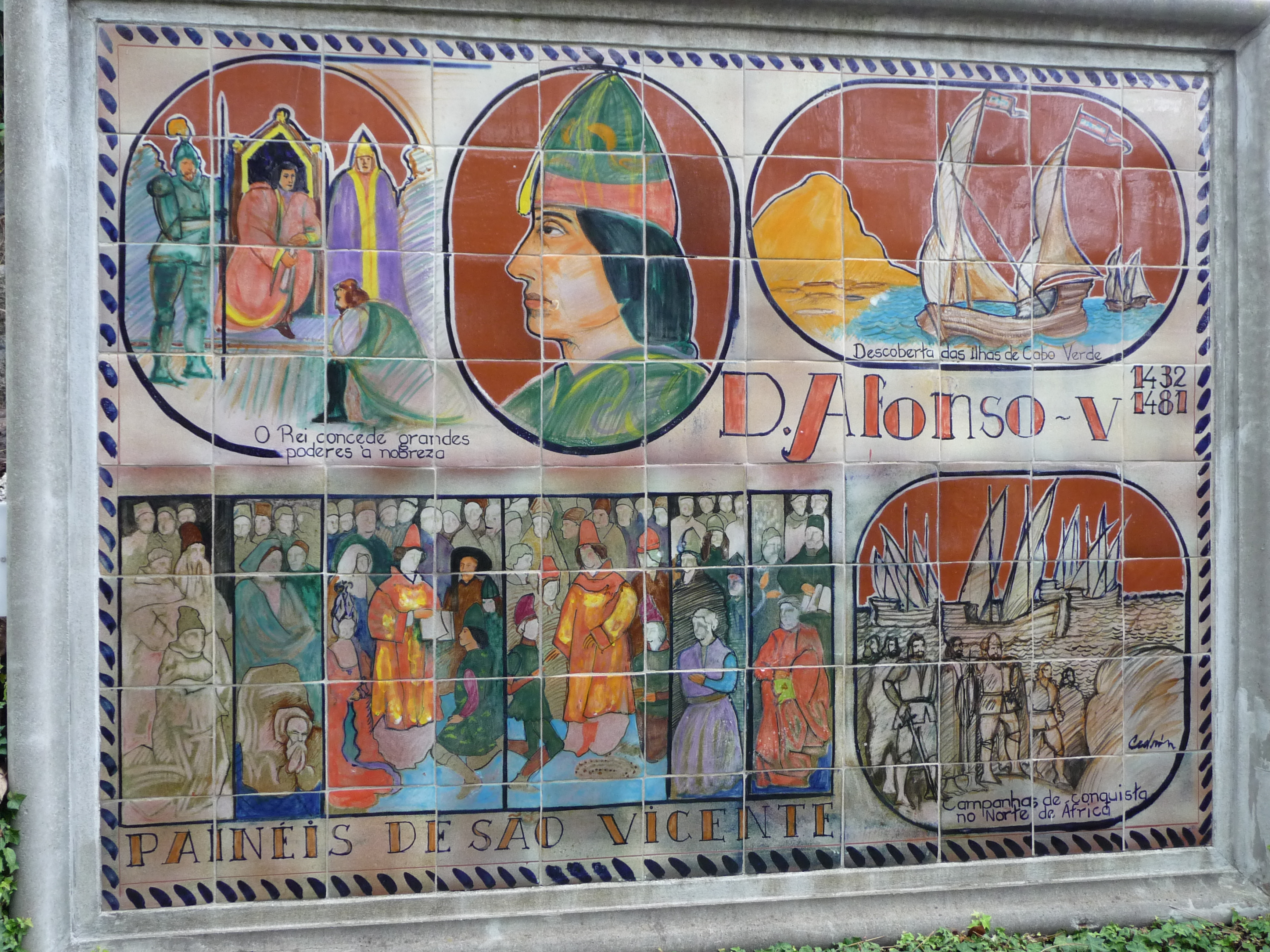
Afrikai Alfonz uralkodásának fő eseményei – azulejo:
1. a király nagy jogokat ad a nemességnek;
2. a Zöld-foki-szigetek felfedezése;
3. São Vicente-sziget betelepítése;
4. hódító hadjárat Észak-Afrikában

Az apja halála után, 1438-ban, hatévesen került a trónra. I. Eduárd király a végrendeletében - Alfonz nagykorúvá válásáig - Eleonóra királynét nevezte ki régensnek az ország élére. Ezt 1438-ban, Torres Novas-ban, az országgyűlés, a cortes is jóváhagyta. Nőként és külföldi származása miatt azonban a királyné nem volt népszerű, és egyre több nemes sürgette azt, hogy távolítsák el az ország éléről. Az anyakirályné egyetlen támogatója a néhai I. Eduárd király törvénytelen testvére, Alfonz (1377 - 1461), Barcelos grófja volt. 1439-ben Lisszabonban újra összeült az országgyűlés, és megvonta Eleonóra királyné uralkodó jogait. Az új régens Péter infáns (Dom Pedro) (1392 - 1449), Coimbra első hercege, az ifjú Alfonz apai ágú, legidősebb nagybátyja lett. Péter régensként megpróbálta erősíteni a központi hatalmat, korlátozni a nagy arisztokrata házak erejének növekedését. Kormányzása alatt az ország fejlődésnek indult, a belpolitikai helyzet azonban egyre feszültebb lett Péter herceg és a főnemesek érdekellentétei miatt.
Alfonz, Barcelos grófja ugyanis a féltestvére, Péter herceg ellensége volt, fondorlatos játszmákba kezdett a hatalom megkaparintására, és egyre nagyobb befolyásra tett szert V. Alfonznál, aki Alfonzt – I. Alfonz néven – 1442-ben Bragança első hercegévé tette; ő a Bragança-ház őse. I. Alfonz herceg a főnemesi címmel és a vele kapott birtokokkal Portugália legbefolyásosabb és Európa egyik leggazdagabb emberévé vált. Péter herceg viszont saját pozíciójának megszilárdítására leányát, Izabellát (Isabel de Coimbra) (1432 - 1455); akinek az édesanyja, Péter herceg felesége, katalóniai származású volt, Urgelli Izabella (1409 - 1443) grófnő; feleségül adta a királyhoz. A fiatalok 1447. május 6-án keltek egybe.

## Uralkodása

Az Aviz-ház zászlaja 1385–1475 és 1479-1485 között

1448. június 9-én V. Alfonz nagykorúvá vált, és Portugália törvényes uralkodójaként átvette a királyság irányítását. Szeptember 15-én – bizonyítani akarva uralkodói önállóságát –, hatályon kívül helyezte az összes, a régensség ideje alatt elfogadott törvényt. Az ország ezzel komoly bizonytalanságba süllyedt. 1449-ben félrevezetve, hamis információk alapján, lázadónak és hazaárulónak kiáltotta ki nagybátyját és apósát, Péter herceget; kettőjük között a fegyveres harc elkerülhetetlenné vált.
V. Alfonznak, Bragança hercegével közösen, felállított serege 1449. május 20-án legyőzte Péter herceg csapatait az alfarrobeirai csatában, amelyben maga Péter herceg is életét vesztette. Péter herceg oldalán a csatában részt vett a fia, Péter (1429 - 1466) infáns is, ő volt az 5º Condestável de Portugal, azaz, az összes portugál haderő főparancsnoka (és az ötödik ebben a tisztségben).  Ezután – a politikai ügyekben – a király már teljesen Bragança hercegének a befolyása alá került. V. Alfonz pedig a pénzügyeit a kincstárnokára, Isaac Abravanelre, azaz Yitzchak ben Yehuda Abravanelre (1437 - 1508) bízta, aki nem csak kiváló pénzügyi szakember, hanem ismert filozófus és bibliakutató is volt.

### Az észak-afrikai hadjáratok
Az ország belső egyensúlyának helyreállítása után V. Alfonz figyelme az 1415-ben Marokkó északi partjainál lévő Ceuta elfoglalásával elkezdett, észak-afrikai hódításokra összpontosult. Konstantinápoly eleste után, 1456-ban, III. Kallixtusz pápa bullájában keresztes hadak kiállítására szólította fel a katolikus országokat, és erre V. Alfonz nagy hadsereget és flottát állított össze. A nagy európai udvarok távolmaradása miatt a keresztes hadjárat akadozva indult, ezért Alfonz végül inkább a Gibraltári-szoros partja felé küldte a csapatait.
Az V. Alfonz hadjárataival meghódított marokkói városok: 1458-ban: Ksar es-Seghir (Alcácer-Ceguer), 1464-ben: Anfa (Anafé, ma Casablanca), 1471-ben: Asilah (Arzila), Tanger és El-Araish (Larache). V. Alfonz 1471-től kezdődően a Portugália és Algarve királya, és az afrikai Alcácer és Ceuta ura címet viselte; innen ered az „Afrikai” előneve.

### Felfedezések Nyugat-Afrika partjainál

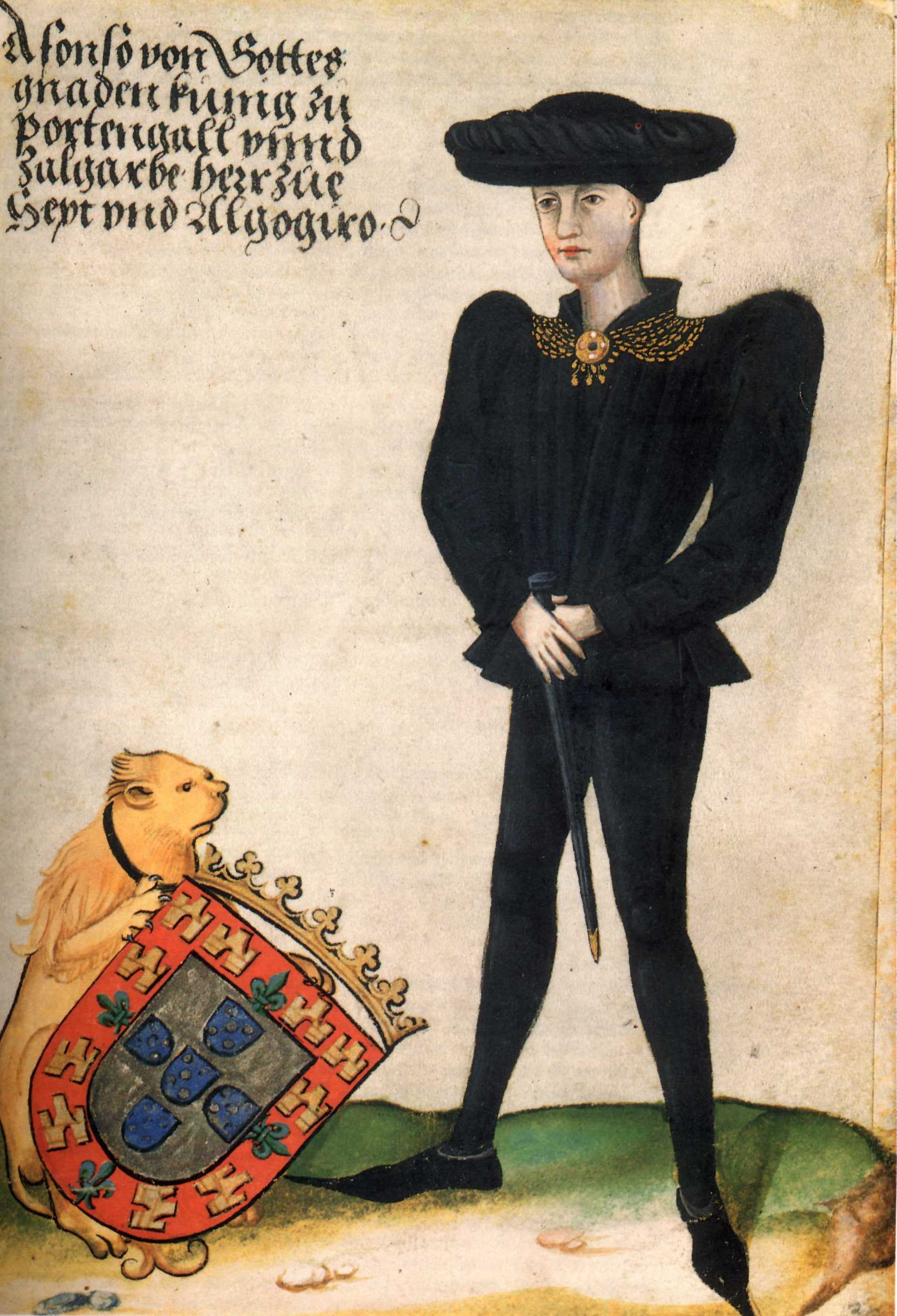
V. Alfonz, az Afrikai

A király támogatta Afrika Atlanti-óceán menti partvidékeihez induló felfedezőutakat.
1452-ben V. Miklós pápa kihirdette Dum Diversas kezdetű bulláját, amelyben engedélyezte, hogy V. Alfonz király szaracénokat, pogányokat és más hitetlen népeket örökös rabszolgaságba hajthasson. Az újonnan meghódított területek portugál fennhatóságát, a gyarmatosítás és kereskedelem jogát, a rabszolga-kereskedelem engedélyezését a pápa 1455-ben a Romanus Pontifex kezdetű bullájában megerősítette, miután egyeztetett ezekről a kérdésekről Tengerész Henrik (1394 - 1460), herceggel. (A herceg V. Alfonz apai ágú nagybátyja volt; a Krisztus-rendnek, a templomos rend  utódjának a kormányzója). Cserébe a herceg megígérte a keresztény hit terjesztését az új gyarmatokon. Az 1460-ban útnak indult Pedro de Sintra (? - ?) el is érte a mai Sierra Leone partjait. Azonban ebben az évben meghalt Tengerész Henrik, és az afrikai partvidék felderítése hosszú időre megtorpant.
V. Alfonz 1469-ben, évi 200 000 reálért, öt évre szóló koncessziós szerződést kötött Fernão Gomes da Mina (? - ?) portugál kereskedővel és felfedezővel, a Guineai-öböl térségének kizárólagos kereskedelmi kiaknázására. További feltételként Gomes vállalta évi kb. 480 km ismeretlen partvidék felfedezését is. 1471-re Fernão Gomes hajói, João de Santarém (? - ?) és Pêro Escobar (? - 1500 után?) parancsnoksága alatt, eljutottak a mai Ghánában lévő Elmina partjaiig, ahol a portugálok kereskedőtelepet létesítettek.

### A kasztíliai örökösödési háború
V. Alfonznak ezután az Ibériai-félszigeten kellett szembenéznie egy súlyos konfliktussal, mert a szomszédos Kasztíliában a királyságot megingató örökösödési háború bontakozott ki.
V. Alfonz 1475-ben, csak formálisan, feleségül vette unokahúgát, Kasztíliai Johanna ("La Beltraneja") (1462 – 1530) kasztíliai – valójában csak címzetes –  királynőt. V. Alfonz bevonult Kasztíliába, és Plasencia városban Kasztília királyává kiáltotta ki magát. A portugál uralkodó azonban I. (Katolikus) Izabella (1451 - 1504) királynővel és férjével, II. (V.) (Katolikus) Ferdinánd (1452 - 1516) királlyal szemben alulmaradt. V. Alfonz a II. (V.) Ferdinánd és Pedro González de Mendoza (1428 - 1495) kardinális vezette seregnél kisebb seregével, 1476. március 1-jén, a Toro mellett, Zamora közelében megvívott csatában döntő vereséget szenvedett. V. Alfonz ezután hiába próbált segítséget kérni XI. Lajos (1423 - 1483) francia királytól. A kudarcai miatt depressziós lett, 1477-ben, átmenetileg, az uralkodásról le is mondott, ekkor a fia, János infáns volt a régens. A visszatérése sem hozott eredményeket: A Johannával kötött házasságát a pápa, a közeli rokonság miatt, érvénytelenítette. A portugáloknak és kasztíliai szövetségeseiknek a García de Meneses (? - 1484), Évora püspöke, és Alonso de Monroy (? - ?), az Alcántara Lovagrend mestere vezette serege, 1479. februárban, az Albuera folyó mellett vívott csatában, végső vereségét szenvedte el; az Izabella-párti kasztíliaiaknak az Alonso de Cárdenas (? – 1493), a Szent Jakab Lovagrend nagymestere által vezetett serege győzte le őket. Az 1479 őszén megkötött alcáçovasi szerződés (Tratado de Alcáçovas) hozta meg a békét Kasztília/Aragónia, valamint Portugália között. V. Alfonz azonban azt el tudta érni, hogy a spanyolok elismerték a portugálok afrikai terjeszkedését.
A király élete utolsó éveiben egy Sintra városbeli monostorba húzódott vissza, itt halt meg, 1481-ben. Batalhában, a Santa Maria da Vitória kolostorban nyugszik. Johanna királyné Portugáliában, kolostorba visszavonultan halt meg.

## Családja
- Az első felesége, Coimbrai Izabella, akinek az anyja, Aragóniai Izabella II. Jakab urgelli grófnak és Izabella aragón infánsőnek, IV. Péter aragóniai király és Fortià Szibilla lányának volt a lánya, három gyermeket szült neki:
  - János herceg (João de Portugal) (1451 - 1451) portugál trónörökös, csecsemőként meghalt,
  - Johanna infánsnő (Joana Princesa de Portugal) (1452–1490), Szent (valójában Boldog) Johanna,
  - János infáns (João II, Rei de Portugal) (1455–1495), V. Alfonz utódja, a későbbi II. János király.
- A második, formális házasságából, Kasztíliai Johannától, nem született gyermeke.
- Egyes források szerint V. Alfonznak fennállt egy a házasságon kívüli kapcsolata, Maria Soares da Cunhával (? - †), akinek a fia, Álvaro Soares da Cunha (1466?/1473? – 1557), valójában V. Alfonz fia volt.

## Külső hivatkozások
- http://purl.pt/307/1/hg-8683-a/hg-8683-a_item1/index.html
- https://web.archive.org/web/20130922174527/http://purl.pt/776/1/
- https://web.archive.org/web/20170630081916/http://roglo.eu/roglo?lang=pt
- https://web.archive.org/web/20120509022742/http://www.geneall.net/P/
- http://www.manfred-hiebl.de/genealogie-mittelalter/
- http://www.homar.org/genealog/
- http://www.friesian.com/perifran.htm#spain
- https://web.archive.org/web/20080207124541/http://fmg.ac/Projects/MedLands/Contents.htm